# 登坂琢磨
登坂 琢磨（とさか たくま）は、日本の放送局・毎日放送（本社：大阪市）の東京支社に勤務するテレビドラマのプロデューサー。

## 来歴・人物
群馬県立渋川高等学校卒業
早稲田大学第一文学部卒業
早稲田大学在学時に、自主映画を製作。代表作は『XAXEVER(脚本・撮影・監督)』。伊丹グリーン・リボン賞受賞。
1989年、毎日放送入社。昭和天皇崩御の年、全国ネット番組のテレビ営業に勤しむ。
1991年、日曜劇場『いつかライオンの夢を(蟹江敬三・国生さゆり主演)』、同時期に撮影された、毎日新聞創刊120周年記念スペシャルドラマ『紅い稲妻 人見絹枝(松下由樹・室田日出男主演)』で助監督デビュー。以後数々の作品で、助監督を務める傍ら、民放連優秀賞受賞作『命ささえて〜ママ、パパはエイズなの?総集編』のディレクターを担当。ミヤコ蝶々・藤山直美主演の『嫁＆姑』(大阪・中座公演)の、舞台中継で演出デビュー。
1993年、ドラマ30『野々山家の人々』で、ドラマ演出デビュー。
1995年、『真・中島らも劇場～掌～』で、はじめて演出&プロデュースを兼務(民放連照明技術賞を受賞)。
ドラマ30『命つないで(あき竹城主演)』、民放連優秀賞受賞作・スペシャルドラマ『桜散る日に』では、先輩Pとともにプロデューサーに名を連ねた。
1997年、一旦ドラマを離れ関西ローカル・TBS系列全国ネットなどでディレクター&チーフ・ディレクターを担当。報道を兼務する。このとき、打ち切られるテレビ番組の悲しさを、はじめて味わう。そんな中、『MBSラジオ スペシャル・ウィーク』のテレビCMで、ACC賞を受賞。『平成11年7月9日　MBSラジオの日』で、読売新聞広告賞受賞。
2003年、ドラマ30『桜咲くまで（沢尻エリカ出演作）』の演出＆プロデュースでドラマ復帰し、2004年の『虹のかなた（榎本加奈子主演）』以降、プロデュースに専念。
2005年の『ヤ・ク・ソ・ク（南野陽子主演）』、2006年の『がきんちょ～リターン・キッズ～（辺見えみり、美山加恋主演）』など、独自のコンセプト・ワークによるオリジナル・ストーリーとマルチメディア展開で、昼ドラに新風を巻き起こし、熱狂的なファンも存在した。同年、GyaO制作の深夜ドラマ『スイッチを押すとき（成宮寛貴主演）』にもプロデューサーとして参加。
2007年のドラマ30プロデュース作は、映画『パッチギ!』、『フラガール』の羽原大介脚本作品『お・ばんざい!（斉藤由貴主演）』。このとき、平行して準備していた泉ピン子主演『おふくろ先生のゆうばり診療日記』（TBS・MBS共同制作・HBC制作協力）が2008年2月25日、月曜ゴールデン枠で放送。企画が立ち上がる前年2月から北海道・夕張を度々訪れたという。同年、秋の深夜ドラマ『親孝行プレイ(要潤、安田顕、斎藤工出演)』のプロデュースに参加している。
2009年4月、深夜ドラマ『漂流ネットカフェ』（伊藤淳史主演）、『子育てプレイ』(田中圭、田口浩正、福士誠治、大口兼悟出演)をプロデュース。同年6月8日、徳島県上勝町を舞台に『おふくろ先生の診療日記2～一枚の葉っぱが生んだ奇跡の物語』(泉ピン子、野際陽子、小林稔侍出演)を放送。7月の深夜ドラマ『子育てプレイ&MORE』、同じく10月に『古代少女ドグちゃん』（谷澤恵里香主演）を企画プロデュース。本作より監督復帰を果たす。同時期の放送作品『深夜食堂』（小林薫主演）でも、プロデュースのほか監督としても参加。12月14日放送『松本清張生誕100年スペシャル 中央流沙』(和央ようか、石黒賢、西岡徳馬、かたせ梨乃、髙嶋政宏出演)が、この年７つ目の、プロデュース作品となった。
2010年4月からは、深夜ドラマ『アザミ嬢のララバイ』(犬童一心監督参加作品)、『MM9』(樋口真嗣総監督作品)、『古代少女隊ドグーンV』(井口昇原案・メイン監督作品)で、プロデュースと監督の両分野で活動。
2011年の3.11東日本大震災以降は、ドキュメンタリー・ディレクターに転向。主に南相馬の取材に入る。単身関西に戻り、月一回一時間の放送というローテーションの中、3年間で7作品の1時間モノを世に送る。『温泉診療所～医者と少年と母親と～』(ナレーター：柄本明)が、ギャラクシー月間奨励賞を受賞。以前に書いていないがドラマ『おふくろ先生のゆうばり診療日記』以来の快挙となった。以後『叶える～落語家・笑福亭松喬とがん～』(ナレーター：MBSアナ・西靖)、『あがた森魚だ!』、『尼崎の島唄』、『あたりまえのこと～現代美術家・堀尾貞治～』(ナレーター：升毅)など、3年間で7作品を世に放った。
2014年からは東京に戻り、映画を主体に企画を進めている。

## これまで手がけた番組（上記以外には）

### ドラマ
- JTドラマBOX 『君に伝えたい～そっとさよなら(常盤貴子主演)』の演出補
- 日曜劇場『会議が長くて(近藤真彦主演)』の演出補
- 日曜劇場『お目にかかれてうれしいわ(南果歩・伊原剛志主演)』の演出補
- 日曜劇場『パッと咲いた花火はきれいやな(川谷拓三主演)』の演出補
- ドラマ30『野々山家の人々RETURN』の演出
- ドラマ30『いのちの現場から4(中村玉緒主演)』の演出
- ドラマ30『愛の産科(大島さと子・国広富之主演)』の演出
- エリアコードドラマ06　『異人館通りの聖夜(大江千里主演)』の演出

### 教養・情報番組
- 『近畿は美しく』
- 『呼吸する演劇～二人の「夏休み」～』（内藤裕敬といのうえひでのりをドキュメント）
- 『世界遺産～古都京都の文化財～』（夢窓疎石を巡る禅寺の庭園）
- 『いい朝8時』
- 『リアルタイム』
- 『サタモニ!』などのディレクター＆チーフ・ディレクター
- 『サワコの朝』番組アドバイザー
- 『所さんお届けモノです!』番組アドバイザー
- 『世間のナマ声 飛び込み調査 キキコミ!』番組アドバイザー
- 『林先生の初耳学!』アドバイザー